# Марко Боријело
Марко Боријело (итал. Marco Borriello; Напуљ, 18. јун 1982) је италијански фудбалер који игра на позицији нападача.

## Трофеји

### Милан
- Првенство Италије (1) : 2003/04.
- Суперкуп Европе (1) : 2003.
- Лига шампиона (1) : 2006/07.

### Јувентус
- Првенство Италије (1) : 2011/12.